# Tripp Eisen
Tod Rex Salvador, född 29 juni 1965. Mer känd som Tripp Eisen och tidigare Tripp Rex Eisen eller Rex Eisen, är en amerikansk musiker. Mest känd för att varit gitarrist i Static X men fick sparken efter en sexskandal med en underårig år 2005. Han har också varit tidigare medlem i Dope, Murderdolls, Ego 69 och Tezze/Roughhouse.